# Senta Bergerová
Senta Bergerová (* 13. května 1941, Vídeň) je rakouská herečka, jejíž kariéra kulminovala v 60. a 70. letech 20. století.

## Život
Svou hereckou dráhu odstartovala v rakouských filmech v 50. letech, ale velmi brzy se začala objevovat v produkcích francouzských (Káťa, 1959; Sherlock Holmes a náhrdelník smrti, 1962; Tajemství indického chrámu, 1963), německých (např. adaptace románu Jaroslava Haška Der brave Soldat Schwejk, 1960, nebo komedie Adieu, Lebewohl, Goodbye, 1962) a britských (Vítězové, 1963; Slavní jezdci, 1965). V roce 1965 se prosadila v Hollywoodu, když se objevila ve westernu Major Dundee, po boku Charltona Hestona. Tím začala její krátká hollywoodská kariéra, během níž si zahrála ve válečném dramatu Velký žal spolu s Kirkem Douglasem, nebo v několika amerických seriálech (např. The Man from U.N.C.L.E.). Brzy se však vrátila do Evropy, která jí v 60. a 70. letech nabídla lepší možnosti, povětšinou hlavní role ve snímcích, jako byl britský thriller Quillerovo memorandum (1966), komedie Dina Risiho Operace San Gennaro (1966), kde zářila po boku Nina Manfrediho, kriminálka Ďábelsky Váš (1967), kde vytvořila dvojici s Alainem Delonem, slavná komedie Jestliže je úterý, musíme být v Belgii (1969), thriller Diamanty (1969), nebo francouzská kriminálka Saut de l'ange (1971). Hlavní roli získala i ve filmu Wima Wenderse Šarlatové písmeno (1973), v italském dramatu Skalpel v rukou bílé mafie (1973) a v německém krimi dramatu The Swiss Conspiracy (1975). Později se objevila, byť již ne v ústředních rolích, v satirické italské komedii Dámy a pánové, dobrou noc (1976) či v britském válečném dramatu Železný kříž (1977). 80. léta jí na plátně již tolik příležitostí nepřinesla, přenesla tedy svou kariéru zejména do televize. Výjimkou byla italská komedie Dva životy Matii Pascala z roku 1985, kde vytvořila hlavní roli po boku Marcella Mastroianniho. V letech 2002–2014 hrála hlavní roli v německém seriálu Unter Verdacht.
Od roku 2003 je prezidentkou Německé filmové akademie (Deutsche Filmakademie).

## Vyznamenání
- Čestný kříž Za vědu a umění I. třídy (1999, Rakousko)[1]
- Bavorský řád za zásluhy (2002, Bavorsko)[2]
- záslužný kříž I. třídy Záslužného řádu Spolkové republiky Německo (1999, Německo)